# П'ятірка скрипалів
«П'ятірка скрипалів» (англ. Fiddlers Three) — детективна п'єса англійської письменниці Агати Крісті. Вперше п'єса була поставлена у Бристолі у 1971 році. 
Перший варіант п'єси не мав популярності. Переглянутий варіант гастролював у провінції протягом декількох тижнів після його прем'єри на Yvonne Arnaud Theatre  1 серпня 1972, але  також не увінчалися успіхом.
Це п'єса ніколи не була поставлена у Вест-Енді.

## Актори
- Доріс Гаре
- Раймонд Френсіс
- Артур Говард